# Culex wamanguae
Culex wamanguae är en tvåvingeart som beskrevs av Sirivanakarn 1968. Culex wamanguae ingår i släktet Culex och familjen stickmyggor. Inga underarter finns listade i Catalogue of Life.